# المحاجر (إب)

تعديل مصدري - تعديل

المحاجر محلة تابعة لقرية بيت السريحى، التابعة لعزلة المقاطن بمديرية إب إحدى مديريات محافظة إب في الجمهورية اليمنية.، بلغ تعداد سكانها 71 حسب تعداد اليمن لعام 2004.